# Malanotti Lajos
Malanotti Lajos (Bárdibükk, 1883. augusztus 19. – Budapest, 1948. augusztus 26.) magyar katona és olimpikon.  Az 1928-as amszterdami olimpián díjugratásban indult. Csapatban Kánia Antallal  és Cseh Kálmánnal a 13. helyen végeztek.

## Élete
Születési helyének Bárdibükk, Bárdudvarnok mellett Somogyszentbenedek is fel van tüntetve hivatalos irataiban. A gimnázium 1-4 osztályát Újvidéken végezte. A magyar királyi Hadapród Iskola növendéke 1898 és 1902 között Pécsett. Hadnagy 1902-től. Dandár Tiszti Iskolát végzett 1905 és 1906 között. 1902 és 1905 között a magyar királyi 25. Honvéd Gyalogezrednél század szolgálatot látott el Zágrábban, majd 1906 és 1907 között a császári és királyi 7. Huszárezredben szakaszparancsnok. Később „Örkény - Vitéz” Honvéd Lovastábor parancsnoka. Az első világháborúban az orosz és az olasz fronton is harcolt.
Az  1928. évi nyári olimpiai játékokon díjugratás egyéni számában, Ibolya II. nevű lován 12 hibaponttal, 1;28,0 időeredménnyel a 31. helyezést érte el. A csapattal (Kánia Antal, Cseh Kálmán és ő 64/32/ hibapont) a 13. helyen végeztek. Az olimpiai játékon alezredesi rendfokozatot viselt.
1930-ban military versenyszámban magyar bajnokságot nyert. Ugyanezen év novemberében a sütvényi ménesben nevelt Ibolya II. nevű lovával díjugratásban az Amerikai Egyesült Államokban New Yorkban, a Madison Square Gardenben is jól szerepelt, hiszen a világ legjobb lovasai között is nyerni tudott. 1928 és 1934 között az 1. és 3. Huszárezred parancsnoka, 1934 és 1937 között a Lovas és Hajtótanárképző Iskola parancsnoka volt. Honvéd ezredesként vonult nyugállományba. Budapesten hunyt el 1948-ban és a Farkasréti temetőben (VK 3-1-26) nyugszik.

### Kitüntetései
- Magyar Érdemrend tisztikeresztje (1930)[6]